# 库拉索宪法
古拉索憲法（荷蘭語：Staatsregeling van Curaçao）於2010年9月5日在库拉索议会以15票對6票通過。在2010年7月對古拉索憲法進行的第一次表決，沒有達到通過所需的三分之二多數票。之後在2010年8月27日重新舉行古拉索議會選舉。新當選的古拉索議會隨後以簡單多數通過古拉索憲法。
古拉索憲法於2010年10月10日生效，即荷屬安的列斯解體之日。